# Mapam
Mapam (hebrejsky: מפ״ם‎, akronym názvu Mifleget ha-po'alim ha-me'uchedet, hebrejsky: מפלגת הפועלים המאוחדת‎, doslova „Sjednocená strana pracujících“, arabsky: حزب العمال الموحد‎, zkracováno na مبام‎) byla izraelská politická strana a jeden z předchůdců současné strany Merec. Strana vycházela z učení sionistického vůdce a teoretika Bera Borochova a byla zastánkyní dvoustátního řešení izraelsko-palestinského konfliktu.

## Historie

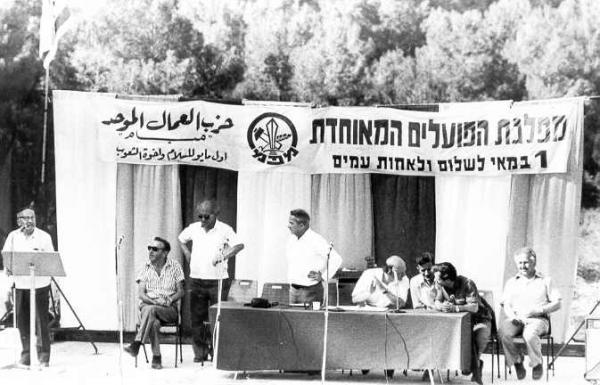
Prvomájové shromáždění Mapamu v 50. letech. Na transparentu je napsáno: „1. máj za mír a bratrství národů“

Mapam vznikla v lednu 1948 sloučením strany Po'alej ha-Šomer ha-ca'ir a hnutí Achdut ha-avoda – Po'alej Cijon. Dalším předchůdcem bylo levicové sdružení Socialistická liga Palestiny. Původně strana zastávala marxisticko-sionistickou ideologii a představovala levé křídlo hnutí kibuc Arci. V souvislosti se sloučením též převzala někdejší noviny Poalej ha-Šomer ha-Ca'ir s názvem Al ha-mišmar.
V prvních izraelských parlamentních volbách získala Mapam celkem 19 poslaneckých mandátů, čímž se stala druhou největší stranou hned po Mapaji. V době po založení státu strana neumožňovala izraelským Arabům být jejími členy, avšak zřídila arabskou stranu s názvem Lidový arabský blok, který se samostatně mohl zúčastnit voleb (podobnou taktiku využívala Mapaj, která měla blízko k Demokratické kandidátce Nazaretu). Zmíněné arabská strana však ve volbách neuspěla, neboť nedokázala překročit 1% volební práh.
Svými pro-sovětskými názory si strana nezískala oblibu u premiéra Davida Ben Guriona, který ji proto nepřizval do vládní koalice. Během funkčního období prvního Knesetu získala Mapam o jeden mandát více, když se k Mapam připojil Eliezer Preminger ze strany Maki. Posléze však Mapam opustil a založil vlastní stranu Hebrejské komunisty.
Ve volbách v roce 1951 se strana propadla a získala 15 mandátů a opět nebyla přizvána do vládní koalice. Stala se však první sionistickou parlamentní stranou, za níž byl do Knesetu zvolen izraelský Arab, a to Rostam Bastuni.
Z pohledu Mapamu byl nejvýznamnější událostí druhého Knesetu tzv. Slánského proces z roku 1953, který vážně otřásl stranickou důvěrou v Sovětský svaz. Vykonstruovaný politický proces, v němž byli souzeni především židovští vůdci Komunistické strany Československa, rovněž falešně obvinil stranického vyslance v Praze Mordechaje Orena, který měl být součástí sionistického spiknutí. Po procesu se Slánským a projevu Nikity Chruščova na XX. sjezdu KSSS Mapam opustila některé ze svých radikálně levicových postojů a posunula se směrem k sociální demokracii.
To vedlo k rozkolu uvnitř strany. Avraham Berman, Rostam Bastuni a Moše Sne stranu opustili a založili Levicovou frakci, zatímco Chana Lamdanová a David Livšic vytvořili Nezávislou frakci Achdut ha-Avoda. Bastuni se nakonec vrátil zpět do Mapam, avšak Berman a Sne nakonec vstoupili do Maki a Lamdan a Livšic vstoupili do Mapaje. Stranu dále opustili čtyři členové, kteří obnovili Achdut ha-avodu. Předseda Knesetu však jejich skupinu neuznal jako samostatnou stranu. Celý rozkol uvnitř Mapam a její posun se znelíbil Sovětskému svazu.
Přestože se počet poslanců za Mapam ke konci volebního období zredukoval na sedm, ve volbách v roce 1955 se straně podařilo získat devět mandátů. Díky zřeknutí se Sovětského svazu se Mapam stala součástí Ben Gurionovy sedmé a osmé koaliční vlády. Byla však obviňována za Ben Gurionovu rezignaci z 5. července 1959. Jejím důvodem bylo společné hlasování s Achdut ha-Avodou proti vládě v otázce prodeje zbraní Západnímu Německu a zároveň odmítnutí opuštění koalice.
Ve volbách v roce 1959 strana uhájila devět poslaneckých mandátů, a navzdory dřívějším rozporům se opět stala součástí Ben Gurionovy vlády. V následujících volbách v roce 1961 strana opět získala devět mandátů, avšak nebyla již přizvána do koaliční vlády.
Ve volbách v roce 1965 strana přišla o jeden poslanecký mandát, ale stala se součástí koaliční vlády. V lednu 1969 strana vytvořila alianci se Stranou práce, která získala název Ma'arach. Nově vzniklému uskupení se ve volbách v roce 1969 podařilo získat do té doby historicky nejvyšší počet mandátů (56 ze 120). V té době popisovali sovětští komentátoři Mapam jako „jednu z nejvíce reakcionářských stran mezi levicovými socialistickými stranami.“
Během osmého Knesetu Mapam nakrátko opustila Ma'arach, ale posléze se opět vrátila. Jeho součástí zůstala až do roku 1984, kdy se po parlamentních volbách předseda Ma'arachu Šimon Peres rozhodl vytvořit vládu národní jednoty s Likudem (tím Mapam oslabila Ma'arach o šest mandátů). V následujících volbách v roce 1988 strana získala pouhé tři mandáty.
V důsledku klesající podpory se Mapam rozhodla vytvořit společně se stranami Rac a Šinuj uskupení Merec, jež bylo levicovou, sociálně-demokratickou a pro-mírovou aliancí, která se ve volbách v roce 1992 stala čtvrtou největší stranou Knesetu.
V roce 1995 přestaly existovat stranické noviny Al ha-Mišmar. O dva roky později došlo k formálnímu sloučení stran tvořící Merec, tedy stran Rac, Mapam a části strany Šinuj (většina jejích členů se sloučením nesouhlasila a osamostatnila se jako nezávislá strana vedená Avrahamem Porazem) a Mapam přestala existovat.
V letech 1951 až 1979 Mapam rovněž vydávala arabské noviny Al-Mirsad. Ty vycházely po většinu své existence jako týdeník (během krátkého období však též jako deník).

## Poslanci Knesetu
| Kneset (počet poslanců) | poslanci Knesetu |
| ----------------------- | --- |
| 1 (1949–1951) (19)      | Moše Aram, Menachem Bader, Dov Bar-Nir (nahrazen Menachemem Raconem; 10. dubna 1951), Jisra'el Bar Jehuda, Jicchak Ben Aharon, Mordechaj Bentov, Jisra'el Galili, Ja'akov Chazan, Fajge Ilanit, Chana Lamdanová, Nachum Nir, Eliezer Peri, Beryl Raptor, Ja'akov Riftin, Chanan Rubin, Moše Sne, Jicchak Tabankin (nahrazen David Livšicem; 12. dubna 1951), Me'ir Ja'ari, Aharon Cizling, Eliezer Preminger (přišel od Hebrejských komunistů; 15. srpna 1949) |
| 2 (1951–1955) (15)      | Rostam Bastuni, Mordechaj Bentov, Ja'akov Chazan, Eliezer Peri, Ja'akov Riftin, Chanan Rubin, Me'ir Ja'ari, Moše Aram,¹ Jisra'el Bar-Jehuda,¹ Jicchak Ben Aharon,¹ Aharon Cizling,¹ Avraham Berman,² Moše Sne,² Chana Lamdanová,³ David Livšic³ ¹ Opustil stranu a 23. října 1954 založil Achdut ha-Avodu ² Opustil stranu a 20. února 1952 založil Levicovou frakci ³ Opustil stranu a 20. ledna 1953 založil Nezávislou frakci Achdut ha-Avody.              |
| 3 (1955–1959) (9)       | Jisra'el Barzilaj, Mordechaj Bentov, Ja'akov Chazan, Ja'akov Riftin, Chanan Rubin, Emma Talmi, Me'ir Ja'ari, Chajim Jehuda, Jicchak Jicchaky (nahradil Jusufa Hamise; 21. září 1955) |
| 4 (1959–1961) (9)       | Jisra'el Barzilaj, Mordechaj Bentov, Jusuf Hamis, Ja'akov Chazan, Ja'akov Riftin, Chanan Rubin, Emma Talmi, Me'ir Ja'ari, Chajim Jehuda (nahrazen Josefem Kušnirem; 10. července 1960) |
| 5 (1961–1965) (9)       | Jisra'el Barzilaj, Mordechaj Bentov, Jusuf Hamis, Ja'akov Chazan, Ja'akov Riftin, Chanan Rubin (nahrazen Josefem Kušnirem), Viktor Šem-Tov, Emma Talmi, Me'ir Ja'ari |
| 6 (1965–1969) (8)       | Reuven Arazi, Ja'akov Chazan, Natan Peled, Šlomo Rozen, Viktor Šem-Tov, Emma Talmi, Me'ir Ja'ari, Abd el-Aziz el-Zu'abi (všichni přešli do Ma'arachu) |
| 7 (1969–1974) (6)       | Reuven Arazi, Chajka Grossman, Abd el-Aziz el-Zu'abi, Dov Zakin, Ja'akov Chazan, Me'ir Ja'ari, Šlomo Rozen |
| 8 (1973–1977) (6)       | Jehuda Dranicki, Aharon Efrat, Chajka Grossman, Eliezer Ronen, Me'ir Talmi, Dov Zakin, Abd el-Aziz el-Zu'abi (nahrazen Chavivem Šim'onim ze Strany práce; 14. února 1974) |
| 9 (1977–1981) (4)       | Chajka Grossman, Moše Amar, Naftali Feder, Me'ir Talmi, Emri Ron (nahrazen Chajimem Moše Cadokem ze Strany práce; 2. ledna 1978) |
| 10 (1981–1984) (7)      | El'azar Granot, Muhammed Wattad, Dov Zakin, Naftali Feder, Ja'ir Caban, Emri Ron, Viktor Šem-Tov |
| 11 (1984–1988) (6)      | El'azar Granot, Chajka Grossman, Amira Sartani, Viktor Šem-Tov (nahrazen Gadi Jacivem; 15. března 1988), Ja'ir Caban, Muhammed Wattad (přešel do Chadaše; 12. července 1988) |
| 12 (1988-1992) (3)      | Husajn Faris, Chajim Oron, Ja'ir Caban |
| 13 (1992–1996) (4)      | Chajim Oron, Walid Haj Yahia, Ja'ir Caban, Anat Maor |
| 14 (1996–1997) (3)      | Chajim Oron, Walid Haj Yahia, Anat Maor |